# Parole spagnole che derivano da lingue indigene americane
Questa è una lista di parole spagnole derivanti dalle lingue indigene americane.